# Sergei Mureiko
Sergei Mureiko (* 2. Juli 1970 in Chișinău, Moldauische SSR) ist ein Ringer, der für die Sowjetunion, die Republik Moldau und Bulgarien startete. Gewinner der Bronzemedaille bei den Olympischen Spielen 1996 in Atlanta und Vize-Weltmeister 1993 und 1995 im griechisch-römischen Stil im Superschwergewicht.

## Werdegang
Sergei Mureiko wuchs in der Sowjetunion auf und begann dort auch mit dem Ringen. Er konzentrierte sich dabei auf den griechisch-römischen Stil und war bereits im Juniorenalter außerordentlich erfolgreich, als er in den Jahren 1988 und 1989 Junioren-Weltmeister im Superschwergewicht wurde. Er fand auch im Seniorenbereich sofort Anschluss an die Weltelite und bewies dies durch Siege und gute Platzierungen bei wichtigen internationalen Turnieren. Trotzdem waren die Aussichten für ihn, auch bei den großen internationalen Meisterschaften starten zu können, sehr gering, denn seit 1988 beherrschte in der Sowjetunion Alexander Karelin die Superschwergewichtsklasse, an dem auch für Sergei Mureiko kein Vorbeikommen war. Insofern war der Zerfall der Sowjetunion zu Beginn der 1990er Jahre für ihn ein „Glücksfall“, denn er konnte nun für einen der Nachfolgestaaten der Sowjetunion starten. Er entschied sich 1993 für die Republik Moldau.
Bei der Europameisterschaft 1993 in Istanbul war Sergei erstmals für dieses Land am Start und gewann gleich die Bronzemedaille. Noch erfolgreicher war er bei der Weltmeisterschaft des gleichen Jahres in Stockholm, als er hinter Alexander Karelin sogar Vize-Weltmeister wurde. Im Finale wurde er allerdings von dem sich in überragender Form befindenden Karelin in 1:40 Minuten geschultert.
Nach einem schwächeren Jahr 1994, er belegte bei der Weltmeisterschaft nur den 7. Platz, gewann er auch 1995 bei den internationalen Meisterschaften wieder zwei Medaillen. Bei der Europameisterschaft in Besançon belegte er nach einer 0:8 Punktniederlage im Poolfinale gegen Alexander Karelin durch einen sicheren Sieg über Juha Ahokas aus Finnland den 3. Platz und bei der Weltmeisterschaft in Prag belegte er nach einer knappen Punktniederlage gegen Karelin im Endkampf wie 1993 den 2. Platz.
Im Olympiajahr 1996 belegte Sergei zunächst bei der Europameisterschaft in Faenza hinter Alexander Karelin und Pjotr Kotok aus der Ukraine wieder den 3. Platz und dann gewann er bei den Olympischen Spielen in Atlanta hinter Alexander Karelin und Matt Ghaffari aus den USA die olympische Bronzemedaille. Er lieferte dabei im Poolfinale gegen Karelin einen guten Kampf, den er nur knapp mit 0:2 Punkten verlor. Im Kampf um die Bronzemedaille besiegte er Pjotr Kotok klar nach Punkten.
Aus wirtschaftlichen Gründen entschloss sich Sergei Mureiko ab 1997 für Bulgarien zu starten. Er wurde Mitglied des Sportvereins Slavia-Litex Sofia und dort von Bratan Zenow trainiert.
1997 eröffnete sich für Sergei Mureiko durch das Fehlen von Alexander Karelin bei der Europameisterschaft in Kouvola erstmals die Chance auf den Gewinn einer großen Meisterschaft. Tatsächlich konnte er diese Chance nutzen und vor Juha Ahokas aus Finnland und Alexander Besrutschkin aus Russland des EM-Titel zu gewinnen. Bei der Weltmeisterschaft des gleichen Jahres in Breslau war Alexander Karelin aber wieder dabei und besiegte Sergei bereits in der 2. Runde mit 2:0 nach Punkten. Sergei erkämpfte sich aber noch die Möglichkeit, um die Bronzemedaille zu ringen, verlor aber gegen Héctor Milián aus Kuba.
1998 gewann Sergei mit einem dritten Platz bei der Europameisterschaft in Minsk eine weitere Medaille. Dabei musste er im Poolfinale von Alexander Karelin eine Schulterniederlage nach 2:24 Minuten einstecken. Bei der Weltmeisterschaft 1998 in schwedischen Gävle war für ihn nach einer Niederlage gegen Matt Ghaffari bald Endstation. Er belegte dort den 6. Platz.
1999 gewann Sergei bei der Weltmeisterschaft in Athen erneut eine WM-Medaille. Im Poolfinale ging er dabei mit Alexander Karelin wieder über die volle Kampfzeit, konnte aber eine 0:2 Punktniederlage nicht verhindern. Mit demselben Ergebnis unterlag Sergei gegen Karelin auch im Finale der Europameisterschaft des Jahres 2000. Er wurde so Vize-Europameister vor Mihály Deák Bárdos aus Ungarn und Juri Ewseitschuk, einem aus Belarus stammenden Israeli.
Die Hoffnung auf eine weitere olympische Medaille zerschlug sich dann für Sergei bei den Olympischen Spielen 2000 in Sydney sehr bald. Er traf gleich in der 1. Runde auf Alexander Karelin, gegen den er nach Punkten verlor. Zu seinem zweiten Kampf gegen Deak Bardos trat er verletzungsbedingt gar nicht mehr an und landete auf dem für ihn sehr enttäuschenden 19. Platz.
Trotz dieser Enttäuschung setzte Sergei Mureiko auch nach Sydney seine Ringerlaufbahn fort. Er war ja eigentlich Profi und lebte vom Ringen. Er bewies im Jahre 2001 auch noch einmal seine Stärke und gewann bei der Europameisterschaft in Istanbul erneut eine Bronzemedaille, die er mit dem 4. Platz bei der Weltmeisterschaft des gleichen Jahres in Patras knapp verfehlte.
In den nächsten Jahren stellten sich mit Ausnahme eines 3. Platzes bei der Europameisterschaft des Jahres 2004 in Haparanda für Sergei keine weiteren Erfolge ein. Er verlor mehrmals schon in der 1. oder 2. Runde einer Meisterschaft und konnte sich deshalb nur mehr selten im Vorderfeld platzieren.
Sergei Mureiko hatte wie viele andere sehr gute Ringer das Pech, dass zu seiner Zeit in Alexander Karelin ein Ringer im Superschwergewicht auf der Matte stand, der von 1988 bis zu den Olympischen Spielen 2000 nicht zu besiegen war. Er war aber zusammen mit Matt Ghaffari aus den USA und Tomas Johansson aus Schweden der Ringer, der Alexander Karelin in den 1990er Jahren den größten Widerstand entgegensetzte.

## Internationale Erfolge
(OS = Olympische Spiele, WM = Weltmeisterschaft, EM = Europameisterschaft, SS = Superschwergewicht, damals bis 130 kg, 125 kg bzw. 120 kg Körpergewicht)
- 1988, 1. Platz, Junioren-WM in Wolfurt/Österreich (Juniors = bis 18. Lebensjahr), GR, bis 115 kg Körpergewicht, vor Gerasim Gerasimow, Bulgarien, Frank Stübner, DDR und Wojciech Grochowski, Polen;
- 1989, 3. Platz, Turnier in Vantaa/Finnland, GR, SS, hinter Craig Pittman und Matt Ghaffari, beide USA und vor Lubomir David, Tschechoslowakei und Nico Schmidt, BRD;
- 1989, 1. Platz, Junioren-WM in Budapest (Espoirs = bis 20. Lebensjahr), GR, SS, vor Milan Radakovic, Jugoslawien, Zoltan Mucsi, Ungarn und Christo Dimitrow, Bulgarien;
- 1990, 1. Platz, Junioren-EM (Espoirs), GR, SS, vor Zoltan Mucsi, Frank Stübner, Giuseppe Giunta, Italien und Saban Donat, Türkei;
- 1990, 2. Platz, Turnier in Vanta, GR, SS, hinter Alexander Karelin, Sowjetunion und vor Matis Ounapuu, Estland, David Koplowitz, USA und Jozsef Szel, Ungarn;
- 1990, 2. Platz, World Cup in Göteborg, GR, SS, hinter Matt Ghaffari und vor Abdullah Aziz, Iran und Wilfredo Pelayo Garcia, Kuba;
- 1990, 1. Platz, Grand Prix Turnier, GR, SS, vor László Klauz, Ungarn und Tomas Johansson, Schweden;
- 1991, 3. Platz, Turnier in Vanta, GR, SS, hinter Alexander Karelin und Matt Ghaffari und vor Ounapuu und Koplowitz;
- 1991, 2. Platz, World Cup in Thessaloniki, GR, SS, hinter Matt Ghaffari und vor Hassan El Haddad, Ägypten, Nikolao Sofianidis und Panagiotis Pikilidis, bde. Griechenland;
- 1993, 3. Platz, EM in Istanbul, GR, SS, hinter Alexander Karelin, Russland und Pjotr Kotok, Ukraine und vor Panagiotis Pikilidis, Krassimir Radojew, Bulgarien und Mario Mikatek, Kroatien;
- 1993, 2. Platz, WM in Stockholm, GR, SS, hinter Alexander Karelin und vor Tomas Johansson, Pjotr Kotok und László Klauz;
- 1994, 7. Platz, WM in Tampere, GR, SS, hinter Alexander Karelin, Héctor Milián, Kuba, Pjotr Kotok, Milan Radakovis und Matt Ghaffari;
- 1995, 3. Platz, EM in Besançon, GR, SS, hinter Alexander Karelin und Saban Donat und vor Juha Ahokas, Finnland, Pjotr Kotok und Raimund Edfelder, BRD;
- 1995, 2. Platz, WM in Prag, GR, SS, hinter Alexander Karelin und vor Matt Ghaffari, Juha Ahokas, Juri Ewseitschik, Israel und Tomas Johansson;
- 1996, 1. Platz, Großer Preis von Italien in Faenza, GR, SS, vor Tomas Johansson, Héctor Milián, René Schiekel, BRD, Mihály Deák Bárdos, Ungarn und Nikolai Dukow, Bulgarien;
- 1996, 3. Platz, EM in Budapest, GR, SS, hinter Alexander Karelin und Pjotr Kotok und vor Juha Ahokas, René Schiekel und Tomas Johansson;
- 1996, Bronzemedaille, OS in Atlanta, GR, SS, hinter Alexander Karelin und Matt Ghaffari und vor Pjotr Kotok, Panagiotis Pikilidis und René Schiekel;
- 1997, 1. Platz, EM in Kouvola/Finnland, GR, SS, vor Juha Ahokas, Alexander Besrutschkin, Russland, Heorhij Soldadse, Ukraine, Sergei Silbrich, Belarus und Raimund Edfelder;
- 1997, 4. Platz, WM in Breslau, GR, SS, hinter Alexander Karelin, Mihaly Deak Bardos und Héctor Milián und vor Rulon Gardner, USA und Pjotr Kotok;
- 1998, 3. Platz, Grand Prix „Akropolis 1998“ in Athen, GR, SS, hinter Juha Ahokas und Dsmitryj Dsjabelka, Belarus und vor Juri Ewseitschik, Israel und Liakis Roussos, Griechenland;
- 1998, 3. Platz, EM in Minsk, GR, SS, hinter Alexander Karelin und Heorhij Soldadse und vor Mihaly Deak Bardos, Dsmitryj Dsjabelka und Juri Ewseitschik;
- 1998, 6. Platz, WM in Gävle/Schweden, GR, SS, hinter Alexander Karelin, Matt Ghaffari, Juri Ewseitschik, Mirian Giorgadse, Georgien und Heorhij Soldadse;
- 1999, 3. Platz, WM in Athen, GR, SS, hinter Alexander Karelin und Héctor Milián und vor Giuseppe Giunta, Italien, Heorhij Soldadse und Dremiel Byers, USA;
- 2000, 2. Platz, EM in Moskau, GR, SS, hinter Alexander Karelin und vor Mihaly Deak Bardos, Juri Ewseitschik, David Vála, Tschechien und Eddy Bengtsson, Schweden;
- 2000, 19. Platz, OS in Sydney, GR, SS, Sieger: Rulon Gardner vor Alexander Karelin und Dsmitryj Dsjabelka;
- 2001, 3. Platz, EM in Istanbul, GR, SS, hinter Mihaly Deak Bardos und Fatih Bakir, Türkei und vor Juha Ahokas, Alexej Kolesnikow, Russland und Juri Ewseitschik;
- 2001, 4. Platz, WM in Patras/Griechenland, GR, SS, mit Siegen über Juha Ahokas, Nico Schmidt und Georgi Tsurtsumia, Georgien und Niederlagen gegen Rulon Gardner und Xenofon Koutsioubas, Griechenland;
- 2002, 12. Platz, EM in Seinäjoki/Finnland, GR, SS, mit einem Sieg über Eddy Bengtsson und einer Niederlage gegen Yekta Yilmar Gul, Türkei;
- 2002, 25. Platz, WM in Moskau, GR, SS, nach Niederlagen gegen Juri Patrikejew, Russland und Mijan Lopez Nunez, Kuba;
- 2003, 3. Platz, „Nikola-Petrow“-Turnier in Sofia, GR, SS, hinter Alexej Tarabarin, Russland und Fatih Bakir und vor Nico Schmidt und Yekta Yilmaz Gul;
- 2003, 10. Platz, EM in Belgrad, GR, SS, mit einem Sieg über David Vala und Niederlagen gegen Xenofon Koutsioubas und Hassan Barojew, Russland;
- 2003, 6. Platz, WM in Créteil, GR, SS, mit Siegen über Hohcine Khalfi, Belgien, Andrzej Wroński, Polen und Dsmitryj Dsjabelka und einer Niederlage gegen Hassan Barojew;
- 2004, 3. Platz, EM in Haparanda, GR, SS, ömit Siegen über Christian Branzei, Rumänien, Yannick Szczepaniak, Polen und Gyula Branda, Ungarn und einer Niederlage gegen Juri Patrikejew;
- 2004, 8. Platz, OS in Athen, GR, SS, mit Siegen über Marek Mukulski, Polen und Mindaugas Mizgaitis, Lettland und einer Niederlage gegen Rulon Gardner;
- 2005, 10. Platz, WM in Budapest, GR, SS, mit einem Sieg über Wladimir Guralski, Israel und einer Niederlage gegen Mindaugas Mizgaitis